# Biflua physasca
Biflua physasca — вид грибів, що належить до монотипового роду  Biflua.